# Jasna (Podłopień)
Jasna – część wsi Podłopień w Polsce, położona w województwie małopolskim, w powiecie limanowskim, w gminie Tymbark.
W latach 1954–1960 wieś należała do gromady Jasna Podłopień, po jej zniesieniu w gromadzie Tymbark. W latach 1975–1998 miejscowość administracyjnie należała do województwa nowosądeckiego.